# 전주화산초등학교
전주화산초등학교는 대한민국 전북특별자치도 전주시 완산구 중화산동2가에 있는 초등학교다.

## 학교 연혁
- 1971년 10월 12일 개교식 및 준공식(20학급 인가)
- 1985년 3월 1일 61학급 편성
- 1995년 3월 초등학교 명칭변경
- 2019년 9월 1일 제19대 정규석 교장 부임
- 2020년 2월 11일 제48회 졸업 128명(졸업생 총 15,623명)
- 2020년 3월 1일 29(1)학급 편성

## 학교 상징
- 우리 학교 꽃 - 철쭉 : 한데 어우러져 화사함을 주고 더불어 함께 봉사하는 성실한 전주화산 어린이
- 우리 학교 나무 - 소나무 : 항상 변하지 않는 높은 기상을 본받아 푸른 꿈을 키워가는 올곧은 전주화산 어린이
- 우리 학교 새 - 까치 : 기쁜 소식을 전해주며 언제나 친절하고 희망을 주는 상냥한 전주화산 어린이
- 우리 학교 상징동물 - 호랑이 : 천하를 호령하고 용맹을 떨치며 세상을 향해 나아가는 진취적인 전주화산 어린이

## 참고 자료
- 전주화산초등학교 - 한국교육학술정보원 학교알리미